# Sarıbaş
Sarıbaş è un comune dell'Azerbaigian situato nel distretto di Qax. Conta una popolazione di 166 abitanti.